# Lijst van afleveringen van Have I Got News for You
Dit is een lijst van afleveringen van de BBC-televisiekomedie Have I Got News for You met inbegrip van de datum waarop elke aflevering werd uitgezonden, de gasten en de uiteindelijke score. De eerste vierentwintig seizoenen (van 1990 tot 2002) was Angus Deayton de presentator. Sinds 2002 wordt de show door afwisselende gastpresentatoren gepresenteerd.

## Afleveringen
 -- Aflevering: overwinning voor Ian Hislops team
 -- Aflevering: overwinning voor Paul Mertons/Guest-team
 -- Aflevering: gelijkspel
| Seizoen 1                                                  | Seizoen 1         | Seizoen 1                 | Seizoen 1                           |
| Aflevering                                                 | Uitgezonden       | Ians team                 | Pauls team                          |
| ---------------------------------------------------------- | ----------------- | ------------------------- | ----------------------------------- |
| 01x01                                                      | 28 september 1990 | Sandi Toksvig             | Kate Saunders                       |
| 01x02                                                      | 5 oktober 1990    | Jan Ravens                | Martin Young                        |
| 01x03                                                      | 12 oktober 1990   | Tony Slattery             | Robert Harris                       |
| 01x04                                                      | 19 oktober 1990   | Arthur Smith              | Gill Pyrah                          |
| 01x05                                                      | 26 oktober 1990   | Dillie Keane              | Simon Hoggart                       |
| 01x06                                                      | 2 november 1990   | Rory McGrath              | Ken Livingstone MP                  |
| 01x07                                                      | 9 november 1990   | Clive Anderson            | Russell Davies                      |
| 01x08                                                      | 16 november 1990  | Germaine Greer            | Tony Banks MP                       |
| Seizoen 2                                                  |                   |                           |                                     |
| 02x01                                                      | 4 oktober 1991    | Sandi Toksvig             | David Thomas                        |
| 02x02                                                      | 11 oktober 1991   | Tony Slattery             | Alan Coren                          |
| 02x03                                                      | 18 oktober 1991   | Rory McGrath              | Tony Banks MP                       |
| 02x04                                                      | 25 oktober 1991   | John Wells                | Robert Harris                       |
| 02x05                                                      | 1 november 1991   | Nick Hancock              | Clare Short MP                      |
| 02x06                                                      | 8 november 1991   | Stephen Frost             | Michael White                       |
| 02x07                                                      | 15 november 1991  | Craig Ferguson            | Trevor McDonald                     |
| 02x08                                                      | 22 november 1991  | Richard Ingrams           | Richard Littlejohn                  |
| 02x09                                                      | 29 november 1991  | Jan Ravens                | Martin Young                        |
| 02x10                                                      | 6 december 1991   | Kevin Day                 | Edwina Currie MP                    |
| 02x11                                                      | 24 december 1991  | Harry Enfield             | Clive Anderson                      |
| Verkiezingsuitgave Verenigd Koninkrijk 1992                |                   |                           |                                     |
| 1992xsp                                                    | 9 april 1992      | Rory Bremner              | Alan Coren                          |
| Seizoen 3                                                  |                   |                           |                                     |
| 03x01                                                      | 24 april 1992     | John Wells                | Tony Slattery                       |
| 03x02                                                      | 1 mei 1992        | Donna McPhail             | Joan Bakewell                       |
| 03x03                                                      | 8 mei 1992        | Jan Ravens                | Charles Kennedy MP                  |
| 03x04                                                      | 15 mei 1992       | Harry Enfield             | John Diamond                        |
| 03x05                                                      | 22 mei 1992       | Rory McGrath              | Ken Livingstone MP                  |
| 03x06                                                      | 29 mei 1992       | Danny Baker               | Steve Steen                         |
| 03x07                                                      | 5 juni 1992       | Anne Robinson             | Griff Rhys Jones                    |
| 03x08                                                      | 12 juni 1992      | Stephen Frost             | Stephanie Calman                    |
| 03x09                                                      | 19 juni 1992      | John Sessions             | Trevor McDonald                     |
| 03x10                                                      | 26 juni 1992      | Norman Willis             | Cecil Parkinson                     |
| Seizoen 4                                                  |                   |                           |                                     |
| 04x01                                                      | 16 oktober 1992   | John Sessions             | Griff Rhys Jones                    |
| 04x02                                                      | 23 oktober 1992   | David Baddiel             | Charles Kennedy MP                  |
| 04x03                                                      | 30 oktober 1992   | Danny Baker               | Annabel Giles                       |
| 04x04                                                      | 6 november 1992   | Frank Skinner             | Jerry Hayes MP                      |
| 04x05                                                      | 13 november 1992  | Rory Bremner              | Ken Livingstone MP                  |
| 04x06                                                      | 20 november 1992  | Sandi Toksvig             | Nick Hancock                        |
| 04x07                                                      | 27 november 1992  | Chris Tarrant             | Meera Syal                          |
| 04x08                                                      | 4 december 1992   | Jo Brand                  | Neil Kinnock MP                     |
| 04x09                                                      | 11 december 1992  | Peter Cook                | Douglas Adams                       |
| 04x10                                                      | 18 december 1992  | Stephen Fry               | Frank Skinner                       |
| Seizoen 5                                                  |                   |                           |                                     |
| 05x01                                                      | 16 april 1993     | Jonathan Ross             | Peter Cook                          |
| 05x02                                                      | 23 april 1993     | Chris Evans               | Fiona Armstrong                     |
| 05x03                                                      | 30 april 1993     | Frank Skinner             | Richard Littlejohn                  |
| 05x04                                                      | 7 mei 1993        | Caroline Quentin          | Baz Bamigboye                       |
| 05x05                                                      | 14 mei 1993       | Meera Syal                | Amanda Platell                      |
| 05x06                                                      | 21 mei 1993       | Mark Thomas               | David Steel MP                      |
| 05x07                                                      | 28 mei 1993       | Alan Coren                | John Simpson                        |
| 05x08                                                      | 4 juni 1993       | Tony Slattery             | Een kuip reuzel                     |
| Seizoen 6                                                  |                   |                           |                                     |
| 06x01                                                      | 29 oktober 1993   | Derek Hatton              | Edwina Currie MP                    |
| 06x02                                                      | 5 november 1993   | Tony Hawks                | Roy Hattersley MP                   |
| 06x03                                                      | 12 november 1993  | Alexei Sayle              | Gerald Kaufman MP                   |
| 06x04                                                      | 19 november 1993  | Jo Brand                  | Frank Bough                         |
| 06x05                                                      | 26 november 1993  | Jimmy Tarbuck             | Vitali Vitaliev                     |
| 06x06                                                      | 3 december 1993   | Kathy Burke               | Martin Young                        |
| 06x07                                                      | 10 december 1993  | Maria McErlane            | Jon Snow                            |
| 06x08                                                      | 17 december 1993  | Maureen Lipman            | Lesley Abdela                       |
| 06x09                                                      | 24 december 1993  | Griff Rhys Jones          | Bob Geldof                          |
| Seizoen 7                                                  |                   |                           |                                     |
| 07x01                                                      | 22 april 1994     | Jonathan Ross             | Eddie Izzard                        |
| 07x02                                                      | 29 april 1994     | Kathy Lette               | Caroline Quentin                    |
| 07x03                                                      | 6 mei 1994        | Bob Monkhouse             | Francis Wheen                       |
| 07x04                                                      | 13 mei 1994       | Jack Dee                  | Tony Hawks                          |
| 07x05                                                      | 20 mei 1994       | Hugh Dennis               | John Stalker                        |
| 07x06                                                      | 27 mei 1994       | Maureen Lipman            | Sir Rhodes Boyson MP                |
| 07x07                                                      | 3 juni 1994       | Mariella Frostrup         | Neil Kinnock MP                     |
| 07x08                                                      | 10 juni 1994      | Donna McPhail             | Salman Rushdie                      |
| Seizoen 8                                                  |                   |                           |                                     |
| 08x01                                                      | 28 oktober 1994   | Martin Clunes             | James Pickles                       |
| 08x02                                                      | 4 november 1994   | Arthur Smith              | Richard Coles                       |
| 08x03                                                      | 11 november 1994  | Lee Hurst                 | Andrew Morton                       |
| 08x04                                                      | 18 november 1994  | Nick Hancock              | David Icke                          |
| 08x05                                                      | 25 november 1994  | Helen Atkinson-Wood       | Sir Teddy Taylor MP                 |
| 08x06                                                      | 2 december 1994   | Hattie Hayridge           | Glenda Jackson MP                   |
| 08x07                                                      | 9 december 1994   | Jack Docherty             | Moray Hunter                        |
| 08x08                                                      | 16 december 1994  | Hugh Dennis               | Michael Buerk                       |
| 08x09                                                      | 23 december 1994  | Alexei Sayle              | Kelvin MacKenzie                    |
| Seizoen 9                                                  |                   |                           |                                     |
| 09x01                                                      | 21 april 1995     | Diane Abbott MP           | Julian Clary                        |
| 09x02                                                      | 28 april 1995     | Eddie Izzard              | Michael Winner                      |
| 09x03                                                      | 5 mei 1995        | John Fortune              | John Bird                           |
| 09x04                                                      | 12 mei 1995       | Steve Wright              | Alan Cumming                        |
| 09x05                                                      | 19 mei 1995       | Fred MacAulay             | Germaine Greer                      |
| 09x06                                                      | 26 mei 1995       | Frank Skinner             | Raoul Heertje                       |
| 09x07                                                      | 2 juni 1995       | Tim Rice                  | Terry Major-Ball                    |
| 09x08                                                      | 9 juni 1995       | Spike Milligan            | Andrew Neil                         |
| Have I Got Unbroadcastable News for You (VHS-uitgave)      |                   |                           |                                     |
| VHS                                                        | 30 oktober 1995   | Richard Wilson            | Eddie Izzard                        |
| Seizoen 10                                                 |                   |                           |                                     |
| 10x01                                                      | 27 oktober 1995   | Gordon Kennedy            | Paula Yates                         |
| 10x02                                                      | 3 november 1995   | Bob Mills                 | Alex Salmond MP                     |
| 10x03                                                      | 10 november 1995  | Melvyn Bragg              | Mike Yarwood                        |
| 10x04                                                      | 17 november 1995  | Alan Coren                | Terry Christian                     |
| 10x05                                                      | 24 november 1995  | Neil Morrissey            | Teresa Gorman MP                    |
| 10x06                                                      | 1 december 1995   | Alan Davies               | Ken Livingstone MP                  |
| 10x07                                                      | 8 december 1995   | Craig Charles             | P. J. O'Rourke                      |
| 10x08                                                      | 15 december 1995  | Lee Hurst                 | Mark Little                         |
| 10xsp                                                      | 23 december 1995  | 1995-compilatieaflevering | 1995-compilatieaflevering           |
| Seizoen 11                                                 |                   |                           |                                     |
| Aflevering                                                 | Uitgezonden       | Ians team                 | Gastteam                            |
| 11x01                                                      | 16 april 1996     | Paul Merton               | Eddie Izzard, Charles Kennedy MP    |
| 11x02                                                      | 26 april 1996     | Dermot Morgan             | Eddie Izzard, Janet Street-Porter   |
| 11x03                                                      | 3 mei 1996        | Alan Davies               | Clive Anderson, Mohammad al-Massari |
| 11x04                                                      | 10 mei 1996       | Claire Rayner             | Martin Clunes, Neil Morrissey       |
| 11x05                                                      | 17 mei 1996       | Fred MacAulay             | Eddie Izzard, Max Clifford          |
| 11x06                                                      | 24 mei 1996       | Felix Dexter              | Clive Anderson, Piers Morgan        |
| 11x07                                                      | 31 mei 1996       | Rich Hall                 | Alan Davies, Rupert Allason MP      |
| 11x08                                                      | 7 juni 1996       | Richard Wilson            | John Bird, John Fortune             |
| Seizoen 12                                                 |                   |                           |                                     |
| Aflevering                                                 | Uitgezonden       | Ians team                 | Pauls team                          |
| 12x01                                                      | 4 oktober 1996    | Greg Proops               | Ken Livingstone MP                  |
| 12x02                                                      | 11 oktober 1996   | Rhona Cameron             | Peter Stringfellow                  |
| 12x03                                                      | 18 oktober 1996   | Mark Little               | Nigel Lawson                        |
| 12x04                                                      | 25 oktober 1996   | Maureen Lipman            | Tony Parsons                        |
| 12x05                                                      | 1 november 1996   | Gordon Kennedy            | Elvis Costello                      |
| 12x06                                                      | 8 november 1996   | Tony Hawks                | Vincent Hanna                       |
| 12x07                                                      | 15 november 1996  | Mark Hurst                | Francis Wheen                       |
| 12x08                                                      | 22 november 1996  | Jack Docherty             | Austin Mitchell MP                  |
| 12x09                                                      | 29 november 1996  | Alan Davies               | Jennifer Paterson                   |
| 12xsp                                                      | 20 december 1996  | 1996-compilatieaflevering | 1996-compilatieaflevering           |
| Seizoen 13                                                 |                   |                           |                                     |
| 13x01                                                      | 18 april 1997     | Fred MacAulay             | Swampy                              |
| 13x02                                                      | 25 april 1997     | Hugh Dennis               | Will Self                           |
| 13x03                                                      | 1 mei 1997        | Richard Wilson            | Nick Ross                           |
| 13x04                                                      | 9 mei 1997        | Maureen Lipman            | Neil Hamilton, Christine Hamilton   |
| 13x05                                                      | 16 mei 1997       | Jack Docherty             | Greg Dyke                           |
| 13x06                                                      | 23 mei 1997       | Sue Perkins               | Eve Pollard                         |
| 13x07                                                      | 30 mei 1997       | Martin Clunes             | Michael Parkinson                   |
| 13x08                                                      | 6 juni 1997       | Dominic Holland           | Germaine Greer                      |
| Seizoen 14                                                 |                   |                           |                                     |
| 14x01                                                      | 24 oktober 1997   | Bob Monkhouse             | Ken Livingstone MP                  |
| 14x02                                                      | 31 oktober 1997   | Max Boyce                 | Alex Salmond MP                     |
| 14x03                                                      | 7 november 1997   | Dermot Morgan             | Francis Wheen                       |
| 14x04                                                      | 14 november 1997  | Graeme Garden             | Kirsty Young                        |
| 14x05                                                      | 21 november 1997  | Arabella Weir             | Tony Livesey                        |
| 14x06                                                      | 28 november 1997  | Hattie Hayridge           | Warren Mitchell                     |
| 14x07                                                      | 5 december 1997   | Jeff Green                | Brian Sewell                        |
| 14x08                                                      | 12 december 1997  | Alan Davies               | Matthew Parris                      |
| 14xsp                                                      | 19 december 1997  | 1997-compilatieaflevering | 1997-compilatieaflevering           |
| The Official Pirate Video (VHS - De officiële piraatvideo) |                   |                           |                                     |
| VHS                                                        | 3 november 1997   | Martin Clunes             | Neil Morrissey                      |
| Seizoen 15                                                 |                   |                           |                                     |
| 15x01                                                      | 17 april 1998     | Patrick Kielty            | Stephen Bayley                      |
| 15x02                                                      | 24 april 1998     | Janet Street-Porter       | Boris Johnson                       |
| 15x03                                                      | 1 mei 1998        | Will Self                 | John Humphrys                       |
| 15x04                                                      | 8 mei 1998        | Dr. Phil Hammond          | Patrick Moore                       |
| 15x05                                                      | 15 mei 1998       | Jonathan King             | John Sergeant                       |
| 15x06                                                      | 22 mei 1998       | Germaine Greer            | Chris Donald                        |
| 15x07                                                      | 29 mei 1998       | Antony Worrall Thompson   | Oona King MP                        |
| 15x08                                                      | 5 juni 1998       | Danny Baker               | Richard Wilson                      |
| Seizoen 16                                                 |                   |                           |                                     |
| 16x01                                                      | 23 oktober 1998   | John Simpson              | Magnús Magnússon                    |
| 16x02                                                      | 30 oktober 1998   | Ian McCaskill             | Michael Mansfield                   |
| 16x03                                                      | 7 november 1998   | Jackie Mason              | Michael Crick                       |
| 16x04                                                      | 14 november 1998  | Alan Titchmarsh           | Stephen Bayley                      |
| 16x05                                                      | 21 november 1998  | Loyd Grossman             | Bob Marshall-Andrews MP             |
| 16x06                                                      | 28 november 1998  | Linda Smith               | Gavin Esler                         |
| 16x07                                                      | 4 december 1998   | Charles Kennedy MP        | George Melly                        |
| 16x08                                                      | 11 december 1998  | Tom Baker                 | Muriel Gray                         |
| 16xsp                                                      | 18 december 1998  | 1998-compilatieaflevering | 1998-compilatieaflevering           |
| Seizoen 17                                                 |                   |                           |                                     |
| 17x01                                                      | 16 april 1999     | Richard Whiteley          | David Aaronovitch                   |
| 17x02                                                      | 23 april 1999     | Paul Daniels              | Charlie Whelan                      |
| 17x03                                                      | 30 april 1999     | Trevor Phillips           | Bill Bailey                         |
| 17x04                                                      | 7 mei 1999        | Peter Hitchens            | Clarissa Dickson Wright             |
| 17x05                                                      | 14 mei 1999       | Stephen Fry               | Richard Littlejohn                  |
| 17x06                                                      | 21 mei 1999       | Meera Syal                | Brian Sewell                        |
| 17x07                                                      | 28 mei 1999       | Sir Jimmy Savile          | Diane Abbott MP                     |
| 17x08                                                      | 4 juni 1999       | Pauline McLynn            | Edward Stourton                     |
| Seizoen 18                                                 |                   |                           |                                     |
| 18x01                                                      | 22 oktober 1999   | Martin Clunes             | Lembit Öpik MP                      |
| 18x02                                                      | 29 oktober 1999   | Gordon Ramsay             | Francis Wheen                       |
| 18x03                                                      | 5 november 1999   | Glenda Jackson MP         | The Earl of Onslow                  |
| 18x04                                                      | 12 november 1999  | John Sergeant             | Mark Seddon                         |
| 18x05                                                      | 19 november 1999  | Gyles Brandreth           | Michael Cole                        |
| 18x06                                                      | 26 november 1999  | Anna Ford                 | Alex Salmond MP                     |
| 18x07                                                      | 3 december 1999   | Boris Johnson             | Janet Street-Porter                 |
| 18x08                                                      | 10 december 1999  | Bill Deedes               | Will Self                           |
| 18xsp                                                      | 17 december 1999  | 1999-compilatieaflevering | 1999-compilatieaflevering           |
| Seizoen 19                                                 |                   |                           |                                     |
| 19x01                                                      | 14 april 2000     | Stephen Fry               | David Shayler                       |
| 19x02                                                      | 21 april 2000     | Dominic Holland           | David Steel                         |
| 19x03                                                      | 28 april 2000     | Michael Brown             | Max Clifford                        |
| 19x04                                                      | 5 mei 2000        | Angela Rippon             | Peter Kilfoyle MP                   |
| 19x05                                                      | 12 mei 2000       | Sheila Hancock            | Robert Reed                         |
| 19x06                                                      | 19 mei 2000       | Clive Anderson            | Liza Tarbuck                        |
| 19x07                                                      | 26 mei 2000       | Jon Snow                  | Dr. Phil Hammond                    |
| 19x08                                                      | 2 juni 2000       | Richard Wilson            | Michael Brunson                     |
| Seizoen 20                                                 |                   |                           |                                     |
| 20x01                                                      | 20 oktober 2000   | Richard Blackwood         | John Simpson                        |
| 20x02                                                      | 27 oktober 2000   | Lauren Booth              | Andrew Rawnsley                     |
| 20x03                                                      | 3 november 2000   | Germaine Greer            | Charles Kennedy MP                  |
| 20x04                                                      | 10 november 2000  | Rich Hall                 | Siôn Simon                          |
| 20x05                                                      | 18 november 2000  | Linda Smith               | Jeremy Bowen                        |
| 20x06                                                      | 24 november 2000  | Lembit Öpik MP            | Lorraine Kelly                      |
| 20x07                                                      | 1 december 2000   | Sanjeev Bhaskar           | Matthew Collings                    |
| 20x08                                                      | 8 december 2000   | Peter Stringfellow        | Nigella Lawson                      |
| 20xsp                                                      | 15 december 2000  | 2000-compilatieaflevering | 2000-compilatieaflevering           |
| Seizoen 21                                                 |                   |                           |                                     |
| 21x01                                                      | 20 april 2001     | John Humphrys             | Tracey Emin                         |
| 21x02                                                      | 27 april 2001     | Bill Bailey               | Dermot Murnaghan                    |
| 21x03                                                      | 4 mei 2001        | Sean Lock                 | Jane Moore                          |
| 21x04                                                      | 11 mei 2001       | Dom Joly                  | David Aaronovemberitch              |
| 21x05                                                      | 18 mei 2001       | Keith Chegwin             | Michael Grade                       |
| 21x06                                                      | 25 mei 2001       | Janet Street-Porter       | Ray Johnson (Elton John-vervanging) |
| 21x07                                                      | 1 juni 2001       | Will Self                 | Derek Draper                        |
| 21x08                                                      | 8 juni 2001       | Clive Anderson            | Gyles Brandreth                     |
| Seizoen 22                                                 |                   |                           |                                     |
| 22x01                                                      | 19 oktober 2001   | Rich Hall                 | Michael Crick                       |
| 22x02                                                      | 26 oktober 2001   | Andrew MacKinlay MP       | Jennie Bond                         |
| 22x03                                                      | 2 november 2001   | Shazia Mirza              | Boris Johnson MP                    |
| 22x04                                                      | 9 november 2001   | Rosie Boycott             | Richard Bacon                       |
| 22x05                                                      | 23 november 2001  | Adam Boulton              | Carol Thatcher                      |
| 22x06                                                      | 30 november 2001  | Omid Djalili              | Sir Clement Freud                   |
| 22x07                                                      | 7 december 2001   | Sara Cox                  | Andrew Marr                         |
| 22x08                                                      | 14 december 2001  | Francis Wheen             | James Naughtie                      |
| 22x09                                                      | 21 december 2001  | Charles Kennedy MP        | John Sergeant                       |
| 22xsp                                                      | 31 december 2001  | 2001-compilatieaflevering | 2001-compilatieaflevering           |
| Seizoen 23                                                 |                   |                           |                                     |
| 23x01                                                      | 19 april 2002     | Phill Jupitus             | Evan Davis                          |
| 23x02                                                      | 26 april 2002     | Ben Miller                | Charlotte Church                    |
| 23x03                                                      | 3 mei 2002        | Penny Smith               | Graeme Garden                       |
| 23x04                                                      | 10 mei 2002       | Matthew Wright            | Mark Steel                          |
| 23x05                                                      | 17 mei 2002       | Bill Deedes               | Neil Fox                            |
| 23x06                                                      | 24 mei 2002       | Dave Gorman               | Ken Livingstone                     |
| 23x07                                                      | 31 mei 2002       | Linda Smith               | David Dickinson                     |
| 23x08                                                      | 7 juni 2002       | Ross Noble                | Katie Derham                        |

| Seizoen 24 | Seizoen 24       | Seizoen 24                 | Seizoen 24                | Seizoen 24                   |
| Aflevering | Uitgezonden      | Presentator                | Ians team                 | Pauls team                   |
| ---------- | ---------------- | -------------------------- | ------------------------- | ---------------------------- |
| 24x01      | 18 oktober 2002  | Angus Deayton              | Christine Hamilton        | Rod Liddle                   |
| 24x02      | 25 oktober 2002  | Angus Deayton              | Ross Noble                | Gerald Kaufman MP            |
| 24x03      | 1 november 2002  | Paul Merton                | Rich Hall                 | Ross Noble, Andrew Neil      |
| 24x04      | 8 november 2002  | Anne Robinson              | John O'Farrell            | John Simpson                 |
| 24x05      | 22 november 2002 | John Sergeant              | Germaine Greer            | Lorraine Kelly               |
| 24x06      | 29 november 2002 | Boris Johnson MP           | Stephen K. Amos           | Clive Anderson               |
| 24x07      | 6 december 2002  | Liza Tarbuck               | Fred MacAulay             | Janet Street-Porter          |
| 24x08      | 13 december 2002 | Charles Kennedy MP         | Robert Winston            | Will Self                    |
| 24x09      | 20 december 2002 | Jeremy Clarkson            | Michael Grade             | Mo Mowlam                    |
| Seizoen 25 |                  |                            |                           |                              |
| 25x01      | 25 april 2003    | Martin Clunes              | Ruby Wax                  | Glenda Jackson MP            |
| 25x02      | 2 mei 2003       | William Hague MP           | Linda Smith               | Jeremy Clarkson              |
| 25x03      | 9 mei 2003       | Charlotte Church           | Jimmy Carr                | Jennie Bond                  |
| 25x04      | 16 mei 2003      | Alexander Armstrong        | Mark Steel                | Dr. Phil Hammond             |
| 25x05      | 23 mei 2003      | John Sergeant              | Dara Ó Briain             | Lembit Öpik MP               |
| 25x06      | 30 mei 2003      | Hugh Dennis                | Gyles Brandreth           | Martin Freeman               |
| 25x07      | 6 juni 2003      | Sanjeev Bhaskar            | Rebecca Front             | Nick Robinson                |
| 25x08      | 13 juni 2003     | Bruce Forsyth              | Marcus Brigstocke         | Natasha Kaplinsky            |
| Seizoen 26 |                  |                            |                           |                              |
| 26x01      | 17 oktober 2003  | Jack Dee                   | Sir Clement Freud         | Clare Balding                |
| 26x02      | 24 oktober 2003  | Martin Clunes              | The Earl of Onslow        | Linda Smith                  |
| 26x03      | 31 oktober 2003  | John Humphrys              | Sean Lock                 | Kirstie Allsopp              |
| 26x04      | 7 november 2003  | Jimmy Carr                 | Ross Noble                | Sir Ian McKellen             |
| 26x05      | 14 november 2003 | Alexander Armstrong        | Phill Jupitus             | Julia Hartley-Brewer         |
| 26x06      | 28 november 2003 | Kirsty Young               | Will Self                 | Jonathan Aitken              |
| 26x07      | 5 december 2003  | Dara Ó Briain              | John O'Farrell            | George Galloway MP           |
| 26x08      | 12 december 2003 | Boris Johnson MP           | Rick Wakeman              | Kate Garraway                |
| 26x09      | 19 december 2003 | Gyles Brandreth            | Chris Addison             | Carol Smillie                |
| Seizoen 27 |                  |                            |                           |                              |
| 27x01      | 16 april 2004    | Alexander Armstrong        | Les Dennis                | Germaine Greer               |
| 27x02      | 23 april 2004    | Greg Dyke                  | Armando Iannucci          | Danny Baker                  |
| 27x03      | 30 april 2004    | Des Lynam                  | Marcus Brigstocke         | Robert Kilroy-Silk           |
| 27x04      | 7 mei 2004       | William Hague MP           | Claudia Winkleman         | Stanley Johnson              |
| 27x05      | 14 mei 2004      | Dara Ó Briain              | Carol Vorderman           | Sir Michael Gambon           |
| 27x06      | 21 mei 2004      | Alexander Armstrong        | Griff Rhys Jones          | Hugh Fearnley-Whittingstall  |
| 27x07      | 28 mei 2004      | Dara Ó Briain              | Julia Hartley-Brewer      | Clive James                  |
| 27x08      | 4 juni 2004      | Kirsty Young               | Dave Gorman               | John Bird                    |
| Seizoen 28 |                  |                            |                           |                              |
| 28x01      | 15 oktober 2004  | Jack Dee                   | Trisha Goddard            | Adam Hart-Davis              |
| 28x02      | 22 oktober 2004  | Andrew Marr                | Shobna Gulati             | Ross Noble                   |
| 28x03      | 29 oktober 2004  | Robin Cook MP              | P. J. O'Rourke            | Dr. Phil Hammond             |
| 28x04      | 5 november 2004  | Jane Leeves                | Daisy Sampson             | Mark Steel                   |
| 28x05      | 12 november 2004 | Des Lynam                  | Kaye Adams                | Sean Lock                    |
| 28x06      | 26 november 2004 | Marcus Brigstocke          | Michael Buerk             | Tony Livesey                 |
| 28x07      | 3 december 2004  | Neil Kinnock               | Will Self                 | Linda Smith                  |
| 28x08      | 10 december 2004 | Kirsty Young               | Julian Fellowes           | Ian McMillan                 |
| 28x09      | 17 december 2004 | Ronnie Corbett             | Amanda Donohoe            | Tracey Emin                  |
| Seizoen 29 |                  |                            |                           |                              |
| 29x01      | 15 april 2005    | Jeremy Clarkson            | Germaine Greer            | Danny Baker                  |
| 29x02      | 22 april 2005    | Alexander Armstrong        | Michael Winner            | Jo Caulfield                 |
| 29x03      | 29 april 2005    | Nicholas Parsons           | Julia Hartley-Brewer      | Chris Langham                |
| 29x04      | 6 mei 2005       | Kirsty Young               | Andy Hamilton             | Peter Oborne                 |
| 29x05      | 13 mei 2005      | Dara Ó Briain              | Stephen Frost             | Stephen Pound MP             |
| 29x06      | 20 mei 2005      | Marcus Brigstocke          | Robert Llewellyn          | Daisy Sampson                |
| 29x07      | 27 mei 2005      | William Hague MP           | Mark Mardell              | Peter Serafinowicz           |
| 29x08      | 3 juni 2005      | Des Lynam                  | David Mitchell            | Evan Davis                   |
| Seizoen 30 |                  |                            |                           |                              |
| 30x01      | 14 oktober 2005  | Jack Dee                   | Tony Livesey              | Claudia Winkleman            |
| 30x02      | 21 oktober 2005  | Michael Aspel              | Will Self                 | Bill Bailey                  |
| 30x03      | 28 oktober 2005  | Chris Langham              | Ross Noble                | Alan Duncan MP               |
| 30x04      | 4 november 2005  | Jeremy Clarkson            | Andy Hamilton             | Mark Steel                   |
| 30x05      | 11 november 2005 | Alexander Armstrong        | Ian McMillan              | Fi Glover                    |
| 30x06      | 25 november 2005 | Boris Johnson MP           | Dr. Phil Hammond          | Sara Cox                     |
| 30x07      | 2 december 2005  | Anna Ford                  | David Mitchell            | Bob Marshall-Andrews MP      |
| 30x08      | 9 december 2005  | Lorraine Kelly             | Robert Webb               | Nick Robinson                |
| 30x09      | 16 december 2005 | Joan Collins               | Michael Winner            | Peter Serafinowicz           |
| Seizoen 31 |                  |                            |                           |                              |
| 31x01      | 21 april 2006    | Trevor McDonald            | Lembit Öpik MP            | Marcus Brigstocke            |
| 31x02      | 28 april 2006    | Sean Lock                  | Shami Chakrabarti         | Peter Capaldi                |
| 31x03      | 5 mei 2006       | Julian Clary               | Quentin Letts             | Alun Cochrane                |
| 31x04      | 12 mei 2006      | Michael Buerk              | David Mitchell            | Diane Abbott MP              |
| 31x05      | 19 mei 2006      | Alexander Armstrong        | Fern Britton              | Andy Hamilton                |
| 31x06      | 26 mei 2006      | Carol Vorderman            | Richard E. Grant          | Dr. Phil Hammond             |
| 31x07      | 2 juni 2006      | Jeremy Clarkson            | Julia Hartley-Brewer      | Mark Steel                   |
| 31x08      | 9 juni 2006      | Jack Dee                   | John O'Farrell            | Liza Tarbuck                 |
| Seizoen 32 |                  |                            |                           |                              |
| 32x01      | 13 oktober 2006  | Gordon Ramsay              | Peter Serafinowicz        | Andrew Neil                  |
| 32x02      | 20 oktober 2006  | Alistair McGowan           | Alan Duncan MP            | Fern Britton                 |
| 32x03      | 27 oktober 2006  | Jeremy Bowen               | juni Sarpong              | Fred MacAulay                |
| 32x04      | 3 november 2006  | Alexander Armstrong        | Charlie Brooker           | Ross Noble                   |
| 32x05      | 10 november 2006 | Damian Lewis               | Dom Joly                  | Neil Mullarkey               |
| 32x06      | 24 november 2006 | Ronni Ancona               | Stewart Lee               | Andy Hamilton                |
| 32x07      | 1 december 2006  | Ann Widdecombe MP          | Lucy Porter               | Danny Baker                  |
| 32x08      | 8 december 2006  | Rob Brydon                 | Claudia Winkleman         | Frankie Boyle                |
| 32x09      | 15 december 2006 | Boris Johnson MP           | Emily Maitlis             | Sue Perkins                  |
| Seizoen 33 |                  |                            |                           |                              |
| 33x01      | 13 april 2007    | Jeremy Clarkson            | Michael McIntyre          | Krishnan Guru-Murthy         |
| 33x02      | 20 april 2007    | Adrian Chiles              | Daisy McAndrew            | Mark Steel                   |
| 33x03      | 27 april 2007    | Fern Britton               | Reginald D. Hunter        | Adam Boulton                 |
| 33x04      | 4 mei 2007       | Bill Bailey                | Adam Buxton               | Armando Iannucci             |
| 33x05      | 11 mei 2007      | Kirsty Young               | Dr. Phil Hammond          | Bob Marshall-Andrews MP      |
| 33x06      | 18 mei 2007      | Chris Tarrant              | Lembit Öpik MP            | Andy Hamilton                |
| 33x07      | 25 mei 2007      | Alexander Armstrong        | James mei                 | Nick Robinson                |
| 33x08      | 2 juni 2007      | Moira Stuart               | Marcus Brigstocke         | Jim Jeffries                 |
| Seizoen 34 |                  |                            |                           |                              |
| 34x01      | 12 oktober 2007  | Kirsty Young               | Robert Harris             | Ross Noble                   |
| 34x02      | 19 oktober 2007  | Alexander Armstrong        | Ed Byrne                  | Bob Marshall-Andrews MP      |
| 34x03      | 26 oktober 2007  | Omid Djalili               | Julian Fellowes           | Danny Baker                  |
| 34x04      | 2 november 2007  | Jo Brand                   | Julia Hartley-Brewer      | Andy Hamilton                |
| 34x05      | 9 november 2007  | Michael Aspel              | Reginald D. Hunter        | Sara Cox                     |
| 34x06      | 23 november 2007 | Ann Widdecombe MP          | Jimmy Carr                | Alex James                   |
| 34x07      | 30 november 2007 | Clive Anderson             | Will Self                 | Chris Addison                |
| 34x08      | 7 december 2007  | Jack Dee                   | Russell Brand             | Charlie Brooker              |
| 34x09      | 14 december 2007 | Richard Madeley            | Stephen K. Amos           | Lauren Laverne               |
| Seizoen 35 |                  |                            |                           |                              |
| 35x01      | 18 april 2008    | Jack Dee                   | Bob Marshall-Andrews MP   | Peter Serafinowicz           |
| 35x02      | 25 april 2008    | Julian Clary               | Ed Byrne                  | Andrew Neil                  |
| 35x03      | 2 mei 2008       | Brian Blessed              | Alan Duncan MP            | Marcus Brigstocke            |
| 35x04      | 9 mei 2008       | Bill Bailey                | Nick Robinson             | Reginald D. Hunter           |
| 35x05      | 16 mei 2008      | Kirsty Young               | Charlie Higson            | Frankie Boyle                |
| 35x06      | 23 mei 2008      | Lee Mack                   | Shami Chakrabarti         | John O'Farrell               |
| 35x07      | 30 mei 2008      | Alexander Armstrong        | Clare Balding             | Michael McIntyre             |
| 35x08      | 6 juni 2008      | Jeremy Clarkson            | Kate Silverton            | Ian McMillan                 |
| Seizoen 36 |                  |                            |                           |                              |
| 36x01      | 17 oktober 2008  | Fern Britton               | Tom Bradby                | Mark Steel                   |
| 36x02      | 24 oktober 2008  | Alexander Armstrong        | Frank Skinner             | Kevin Maguire                |
| 36x03      | 31 oktober 2008  | Tom Baker                  | Vince Cable MP            | Chris Addison                |
| 36x04      | 7 november 2008  | Jo Brand                   | Toby Young                | Reginald D. Hunter           |
| 36x05      | 21 november 2008 | Jack Dee                   | Miranda Hart              | Frank Skinner, Quentin Letts |
| 36x06      | 28 november 2008 | Al Murray                  | Mark Watson               | Germaine Greer               |
| 36x07      | 5 december 2008  | David Mitchell             | Sarah Millican            | Andy Hamilton                |
| 36x08      | 12 december 2008 | Jerry Springer             | Ken Livingstone           | Katy Brand                   |
| 36x09      | 19 december 2008 | Jeremy Clarkson            | Ed Byrne                  | Charles Kennedy MP           |
| 36x10      | 24 december 2008 | Alexander Armstrong        | Frank Skinner             | Noddy Holder                 |
| Seizoen 37 |                  |                            |                           |                              |
| 37x01      | 24 april 2009    | Frank Skinner              | Katy Brand                | Alan Duncan MP               |
| 37x02      | 1 mei 2009       | Damian Lewis               | Chris Addison             | Janet Street-Porter          |
| 37x03      | 8 mei 2009       | Jack Dee                   | Fred MacAulay             | Clare Balding                |
| 37x04      | 15 mei 2009      | Rolf Harris                | Andy Hamilton             | Julia Hartley-Brewer         |
| 37x05      | 22 mei 2009      | Alexander Armstrong        | Stuart Maconie            | Reginald D. Hunter           |
| 37x06      | 29 mei 2009      | David Mitchell             | The Rev. Richard Coles    | Andrew Maxwell               |
| 37x07      | 5 juni 2009      | Ruth Jones                 | Clive Anderson            | Jo Caulfield                 |
| 37x08      | 12 juni 2009     | Lee Mack                   | Shappi Khorsandi          | Hugh Fearnley-Whittingstall  |
| Seizoen 38 |                  |                            |                           |                              |
| 38x01      | 16 oktober 2009  | Martin Clunes              | Charlie Brooker           | Arlene Phillips              |
| 38x02      | 23 oktober 2009  | David Mitchell             | Ed Byrne                  | Grayson Perry                |
| 38x03      | 30 oktober 2009  | Miranda Hart               | Andrew Neil               | Mark Steel                   |
| 38x04      | 6 november 2009  | Kirsty Young               | Kevin Maguire             | Ross Noble                   |
| 38x05      | 13 november 2009 | Jack Dee                   | Rebecca Front             | Marcus Brigstocke            |
| 38x06      | 27 november 2009 | Alexander Armstrong        | Jimmy Carr                | Bob Crow                     |
| 38x07      | 4 december 2009  | Jo Brand                   | Jon Richardson            | Quentin Letts                |
| 38x08      | 11 december 2009 | Dominic West               | Reginald D. Hunter        | James mei                    |
| 38x09      | 18 december 2009 | Bill Bailey                | Mark Watson               | Charles Kennedy MP           |
| Seizoen 39 |                  |                            |                           |                              |
| 39x01      | 1 april 2010     | Lee Mack                   | Kevin Bridges             | Nigel Farage                 |
| 39x02      | 8 april 2010     | Alexander Armstrong        | Victoria Coren            | Richard Herring              |
| 39x03      | 15 april 2010    | Robert Webb                | David Threlfall           | Marcus Brigstocke            |
| 39x04      | 22 april 2010    | Jeremy Clarkson            | Clare Balding             | Andy Hamilton                |
| 39x05      | 7 mei 2010       | Jo Brand                   | Jon Richardson            | Lembit Öpik                  |
| 39x06      | 13 mei 2010      | Martin Clunes              | Julia Hartley-Brewer      | Chris Addison                |
| 39x07      | 20 mei 2010      | Eamonn Holmes              | Armando Iannucci          | Robert Peston                |
| 39x08      | 27 mei 2010      | Bruce Forsyth              | Laura Solon               | Ross Noble                   |
| 39x09      | 3 juni 2010      | John Prescott              | John Bishop               | Penny Smith                  |
| Seizoen 40 |                  |                            |                           |                              |
| 40x01      | 14 oktober 2010  | Benedict Cumberbatch       | Victoria Coren            | Jon Richardson               |
| 40x02      | 21 oktober 2010  | Frank Skinner              | Reginald D. Hunter        | Janet Street-Porter          |
| 40x03      | 28 oktober 2010  | John Bishop                | Miles Jupp                | Andy Hamilton                |
| 40x04      | 2 november 2010  | Chris Addison              | James Blunt               | Nick Robinson                |
| 40x05      | 11 november 2010 | Jo Brand                   | Sally Bercow              | Charlie Higson               |
| 40x06      | 18 november 2010 | Damian Lewis               | Clive Anderson            | Kevin Bridges                |
| 40x07      | 25 november 2010 | Martin Clunes              | Grayson Perry             | Jimmy Carr                   |
| 40x08      | 2 december 2010  | Lee Mack                   | Sarah Millican            | Ken Livingstone              |
| 40x09      | 9 december 2010  | Miranda Hart               | Greg Davies               | Marcus Brigstocke            |
| 40x10      | 17 december 2010 | Alexander Armstrong        | Ross Noble                | Micky Flanagan               |
| 40x11      | 24 december 2010 | 2010-compilatieaflevering  | 2010-compilatieaflevering | 2010-compilatieaflevering    |
| Seizoen 41 |                  |                            |                           |                              |
| 41x01      | 8 april 2011     | Jack Dee                   | Caroline Wyatt            | Jon Richardson               |
| 41x02      | 15 april 2011    | Stephen Mangan             | Kevin Bridges             | Bob Ainsworth MP             |
| 41x03      | 22 april 2011    | Rhod Gilbert               | Louise Bagshawe MP        | Marcus Brigstocke            |
| 41x04      | 6 mei 2011       | Alexander Armstrong        | Victoria Coren            | Ross Noble                   |
| 41x05      | 13 mei 2011      | John Torode, Gregg Wallace | Samira Ahmed              | Richard Herring              |
| 41x06      | 20 mei 2011      | Alan Johnson MP            | Miles Jupp                | Graham Linehan               |
| 41x07      | 27 mei 2011      | Bill Bailey                | Jack Whitehall            | Armando Iannucci             |
| 41x08      | 3 juni 2011      | Sharon Horgan              | Joe Wilkinson             | Richard Madeley              |
| 41x09      | 10 juni 2011     | Jo Brand                   | Joanna Scanlan            | Reginald D. Hunter           |
| Seizoen 42 |                  |                            |                           |                              |
| 42x01      | 14 oktober 2011  | Jo Brand                   | Victoria Coren            | Graham Linehan               |
| 42x02      | 21 oktober 2011  | Alexander Armstrong        | Louise Mensch MP          | Danny Baker                  |
| 42x03      | 28 oktober 2011  | Lee Mack                   | Victoria Derbyshire       | Ross Noble                   |
| 42x04      | 4 november 2011  | Stephen Mangan             | Greg Davies               | Grace Dent                   |
| 42x05      | 11 november 2011 | David Mitchell             | Roisin Conaty             | Andy Hamilton                |
| 42x06      | 25 november 2011 | Dan Stevens                | Miles Jupp                | Susan Calman                 |
| 42x07      | 2 december 2011  | Kirsty Young               | Gyles Brandreth           | Marcus Brigstocke            |
| 42x08      |                  |                            |                           |                              |

## Eindresultaat
| Ian                                       | Paul |
| Overwinningen seizoen (7 gelijkspel)      |      |
| 3                                         | 30   |
| Overwinningen afleveringen (9 gelijkspel) |      |
| 116                                       | 233  |